# Сторінка результатів пошуку
Сторінка результатів пошуку (англ. Search engine results page, SERP) або пошукова видача — вебсторінка, що генерується пошуковою системою у відповідь на пошуковий запит користувача.

## Структура
На сторінці результатів пошуку в сучасних пошукових системах можна виділити кілька областей: 
- органічні пошукові результати — основна частина видачі;
- контекстні оголошення (платні посилання) — невеликі фрагменти тексту, які розміщуються в результатах пошуку на платній основі. Це один з основних способів монетизації для пошукової системи;
- шорткати (можуть називатись one-box) — область перед основними результатами пошуку, де може бути поміщено готову відповідь на запит, корисну інформацію чи посилання, або запропоновано виправлення помилок у запиті;
- пов'язані запити — переформулювання і уточнення введеного запиту, схожі на нього запити;
- елементи керування:
  - поле введення пошукового запиту, можливість автоматичних підказок (завершення);
  - посилання для переходу на наступну, попередню і кілька сусідніх сторінок видачі.

## Органічні пошукові результати
Основну частину пошукової видачі складають органічні (або природні) пошукові результати. Це список документів, знайдених і проіндексованих пошуковою системою, на ранжування і показ яких не впливає реклама, що продається пошуковою системою. Зазвичай він відсортований за зниженням релевантності документів пошуковому запиту згідно алгоритмам ранжирування, але в багатьох системах передбачені також і інші види сортування, наприклад, за датою.
Як документи зазвичай виступають вебсторінки, але часто системи здатні також індексувати і видавати посилання на файли в таких форматах, як .pdf, .doc, .ppt і т. д., сторінки з flash-анімацією (.swf). Деякі системи запровадили так званий універсальний пошук — поряд зі звичайними документами в пошукову видачу можуть додаватись, наприклад, результати пошуку за зображеннями, відеоролики, новини, карти, твіти, результати з Вікіпедії тощо. Зі зростанням популярності структурованих даних (Structured data) все частіше в пошуковій видачі можна спостерігати «розширені» фрагменти, які займають до 30 % від першої сторінки Google. На другій сторінці зазвичай таких фрагментів немає.
Біля кожного документа, як правило, відображається його назва, адресу та сніпет, що показує слова запиту в контексті документа. Часто поруч з адресою є також посилання на переклад, копію документа в кеші пошукової системи і функцію пошуку схожих документів. Google здатний показувати карту сайту (sitemap) для деяких документів і додаткові релевантні сторінки з того ж сайту.

## Шорткати
В багатьох пошукових системах для деяких типів запитів в пошуковій видачі з'являються спеціальним чином складені результати. Вони відразу дають відповідь на користувальницький запит (якщо це можливо) або надають корисну посилання або інформацію. Загальноприйнятої назви у цих результатів немає. Yahoo і деякі незалежні дослідники називають їх «шорткатами» (англ. shortcuts), Google — «one-box», Яндекс — «колдунщиками», Bing — «швидкими відповідями» (англ. instant answers), DuckDuckGo — «корисними речами» або «смакотою» (англ. goodies). Зазвичай вони з'являються над результатами органічної видачі. Шорткати можна розглядати як частину технології універсального пошуку.
Як приклади нижче перераховані деякі з one-box'ів, реалізованих у Google:
- Калькулятор. У відповідь на запит, що містить арифметичний вираз, що обчислюється його значення. Google також має функцію конвертації грошей.
- Пошук визначень. Наприклад, запит «що таке астрофізика» виведе визначення цього терміна, знайдене на сторінці з Вікіпедії.
- Пошук фактів. Google здатний розпізнавати і відповідати на такі запити, як, наприклад, «висота Ельбрусу».
- Запит «MSFT» (тікер корпорації Microsoft на фондових біржах) видає інформацію про котирування її акцій.
- Запит «час у Києві» покаже поточний час у столиці України.